# Intermittenze del cuore
Intermittenze del cuore è il decimo album del cantautore Claudio Lolli, pubblicato nel 1997.

## Descrizione
La canzone Dita è presente in due versioni; I musicisti di Ciampi è un testo recitato su una base musicale, ed è un omaggio a Piero Ciampi.

## Tracce
Testi e musiche di Claudio Lolli, eccetto dove indicato.
1. Curva sud – 6:02
2. Dita – 3:51
3. Ignazio – 4:51
4. Canzone di bassa lega – 2:35 (musica: Paolo Capodacqua, Lolli)
5. Ulisse – 8:17 (musica: Capodacqua, Lolli)
6. Io ti faccio del male – 4:28 (musica: Capodacqua, Lolli)
7. Il re dei piccioni – 4:38
8. I musicisti di Ciampi – 1:41
9. Il grande bluff – 3:48 (testo: Gianni D'Elia)
10. Come ho fatto a stare tanto senza te – 3:56 (musica: Capodacqua, Lolli)
11. Dita (remix) – 4:39

## Formazione
- Claudio Lolli – voce
- Paolo Capodacqua – chitarra acustica, chitarra classica
- Mark Hanna – chitarra acustica, chitarra elettrica
- Diego Michelon – pianoforte, cori, tastiera
- Stefano Olivato – basso
- Davide Ragazzoni – batteria
- Ruggero Artale – percussioni
- Federica Michelon – viola
- Stefano Menato – sax
- Stefano Ribeca – sax alto in Io ti faccio del male
- Francesco Vozza, Enrico Capuano – cori in Canzone di bassa lega